# Гриннелл, Джордж
Джордж Бёрд Гриннелл (англ. George Bird Grinnell; 20 сентября 1849 — 11 апреля 1938) — известный американский натуралист, историк, писатель и антрополог. Первоначально специализировавшийся в зоологии, он стал видным защитником природы и исследователем жизни индейцев Великих равнин. Автор многих книг о коренных американцах. 

## Биография
Джордж Гриннелл родился в Бруклине в 1849 году. В 1870 году он окончил Йельский университет и получил степень бакалавра, а в 1880 году он становится доктором наук.
В 1872 году начались его близкие контакты с индейцами Великих равнин. В этом году Джордж Гриннелл сопровождал индейцев пауни во время их последней большой охоты на бизонов. Позднее он познакомился со многими выдающимися воинами этого народа, а также стал близким другом Лютеру Норту.
В 1874 году в качестве натуралиста он сопровождал Джорджа Армтронга Кастера в его топографической экспедиции в Блэк-Хилс. В 1875 году Гриннелл присоединился к исследовательской экспедиции в Йеллоустонский национальный парк, которую возглавлял полковник Уильям Ладлоу. В следующем году, несмотря на приглашение Джорджа Армстронга Кастера, он отказался участвовать в военной кампании против враждебных индейских племён, так как был очень занят работой в музее археологии и этнологии Пибоди. Как оказалось позднее, возможно это спасло ему жизнь.
На протяжении всей своей жизни Гриннелл выступал за сохранение дикой природы. Долгие годы он публиковал статьи и выступал в Конгрессе США в поддержку сохранения популяции американского бизона. Гриннелл был организатором (ныне Wildlife Conservation Society) и Национального Одюбоновского общества. Он добился того, что оставшиеся в живых 200 бизонов были помещены в Йеллоустон и защищены от браконьерства.
С 1876 по 1911 год Джордж Гриннелл являлся редактором журнала «Forest and Stream Magazine». До самой своей смерти Гриннелл продолжал тесно общаться с индейцами, изучая их культуру, историю и обычаи. Он помогал многим племенам в их борьбе за свои права.
Джордж Бёрд Гриннелл скончался 11 апреля 1938 года в Нью-Йорке и был похоронен на кладбище Вудлон в Бронксе.

## Любопытные факты
Когда в 1897 году Джордж Гриннелл прибыл с визитом к индейцам пикуни, его встретила делегация кутенаи, проделавшая тяжёлый 150-мильный переход через Скалистые горы, чтобы рассказать ему о проблемах своего племени. Кутенаи проделали многомильный путь, потому что знали Гриннелла как человека, который всегда помогал индейцам.